# پانو زودیا
پانو زودیا (به لاتین: Pano Zodeia) یک منطقهٔ مسکونی در قبرس شمالی است که در ناحیه گوزل‌یورت واقع شده‌است.